# Campionati asiatici di atletica leggera 2013
La ventesima edizione dei Campionati asiatici di atletica leggera si è svolta a Pune, in India, dal 3 al 7 luglio 2013 presso il Balewadi Stadium.
La manifestazione avrebbe dovuto avere sede a Chennai, nello stato di Tamil Nadu, che però aveva chiesto la non partecipazione all'evento dello Sri Lanka in seguito alla guerra civile conclusasi nel 2009 che ha soppresso le ribellioni del popolo Tamil. Richiesta ignorata dall'Athletics Federation of India, spingendo lo stato a rinunciare ai campionati. Dopo altri tentativi negli stati di Delhi e di Jharkhand, il governatore dello stato del Maharashtra ha accettato gli obblighi sottostanti all'evento da ospitare, designando la città di Pune come sede della manifestazione, nello stesso stadio in cui nel 2008 furono ospitati i Giochi giovanili del Commonwealth.
I campionati hanno visto la partecipazione di 522 atleti provenienti da 42 nazioni asiatiche. Assenti quasi tutti i medagliati olimpici di Londra 2012, soltanto il qatariota Mutaz Essa Barshim era intenzionato a partecipare ma è stato impossibilitato a causa di infortunio. Soltanto tredici campioni dei precedenti campionati in Giappone erano presenti, sei dei quali hanno difeso il proprio titolo.
Nonostante la mancanza di atleti di calibro mondiale, la classifica finale è stata guidata dalla Cina, seguita dal Bahrein e al terzo posto il Giappone, seguiti da Arabia Saudita e Uzbekistan.

## Paesi partecipanti
- Afghanistan (5)
- Arabia Saudita (14)
- Bahrein (20)
- Bangladesh (5)
- Brunei (2)
- Cambogia (2)
- Cina (43)
- Corea del Nord (3)
- Corea del Sud (18)
- Emirati Arabi Uniti (5)
- Filippine (14)

- Giappone (51)
- Giordania (1)
- Hong Kong (16)
- India (101)
- Indonesia (4)
- Iran (20)
- Iraq (5)
- Kazakistan (26)
- Kirghizistan (5)
- Kuwait (6)
- Laos (2)

- Libano (4)
- Macao (5)
- Malaysia (7)
- Maldive (5)
- Mongolia (2)
- Nepal (4)
- Oman (5)
- Pakistan (5)
- Palestina (1)
- Qatar (14)

- Singapore (4)
- Siria (3)
- Sri Lanka (18)
- Tagikistan (3)
- Taipei cinese (17)
- Thailandia (22)
- Timor Est (3)
- Uzbekistan (19)
- Vietnam (8)
- Yemen (5)

## Medagliere

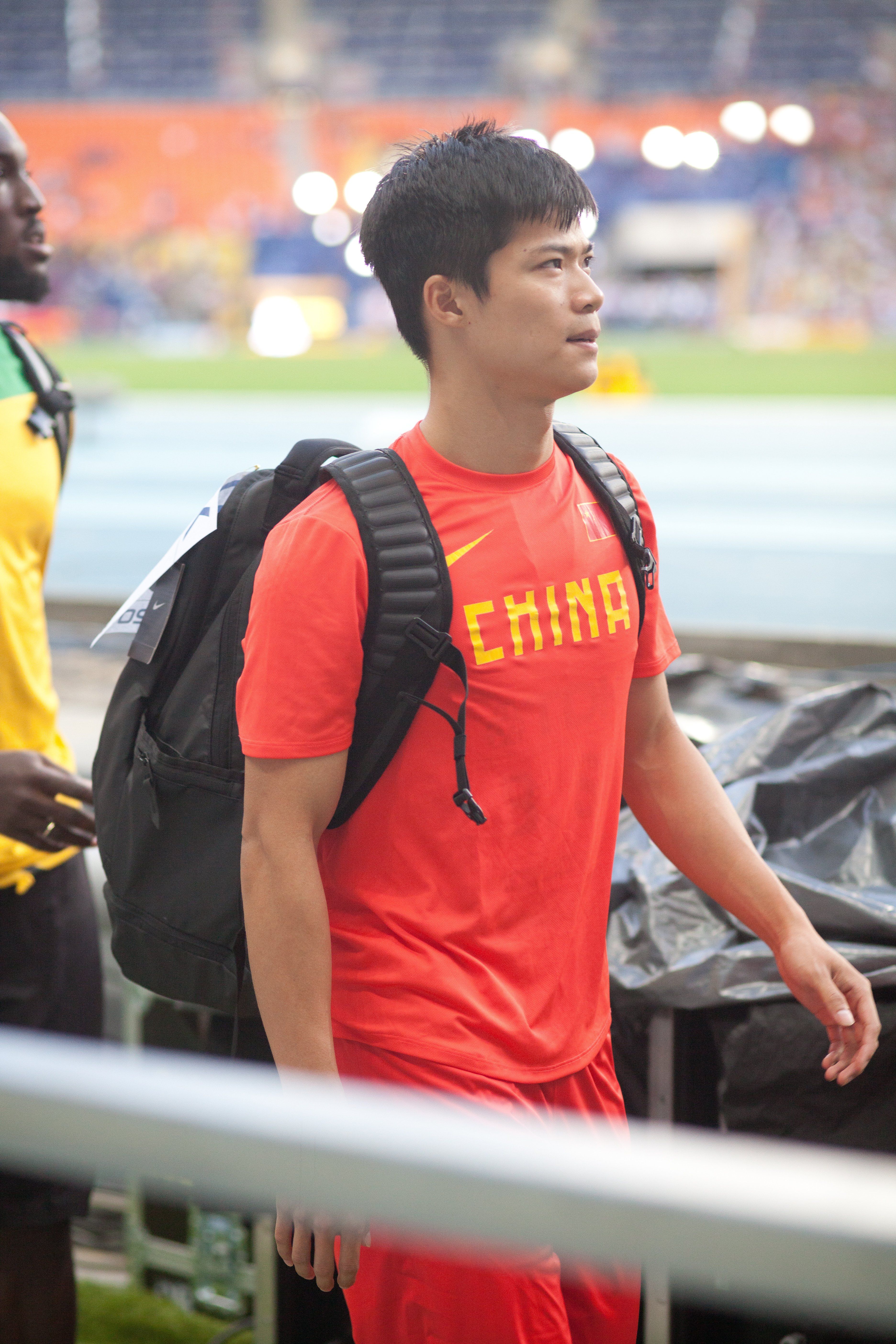
Su Bingtian (Cina), vincitore dei 100 m piani

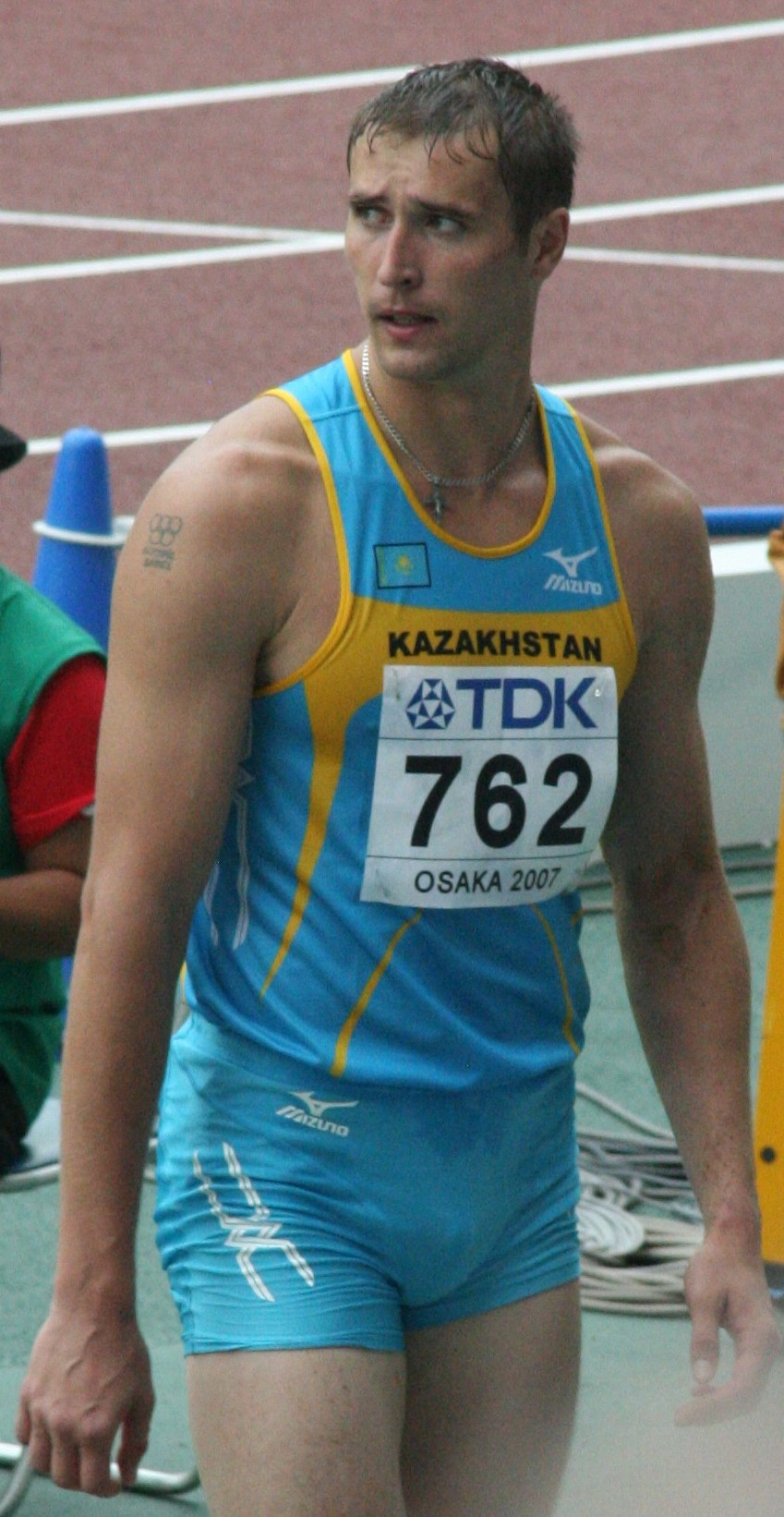
Dmitrij Karpov (Kazakistan), vincitore del decathlon

Legenda
     Paese ospitante
| Posiz. | Nazione             | Oro | Argento | Bronzo | Totale |
| ------ | ------------------- | --- | ------- | ------ | ------ |
| 1      | Cina                | 16  | 6       | 5      | 27     |
| 2      | Bahrein             | 5   | 7       | 3      | 15     |
| 3      | Giappone            | 4   | 6       | 10     | 20     |
| 4      | Arabia Saudita      | 4   | 2       | 1      | 7      |
| 5      | Uzbekistan          | 3   | 4       | 1      | 8      |
| 6      | India               | 2   | 6       | 9      | 17     |
| 7      | Kazakistan          | 2   | 1       | 2      | 5      |
| 8      | Emirati Arabi Uniti | 2   | 1       | 0      | 3      |
| 9      | Qatar               | 1   | 2       | 1      | 4      |
| 10     | Thailandia          | 1   | 0       | 2      | 3      |
| 11     | Hong Kong           | 1   | 0       | 0      | 1      |
| 11     | Tagikistan          | 1   | 0       | 0      | 1      |
| 13     | Iran                | 0   | 3       | 0      | 3      |
| 14     | Sri Lanka           | 0   | 2       | 1      | 3      |
| 15     | Kuwait              | 0   | 2       | 0      | 2      |
| 16     | Taipei cinese       | 0   | 1       | 1      | 2      |
| 17     | Corea del Sud       | 0   | 0       | 2      | 2      |
| 18     | Corea del Nord      | 0   | 0       | 1      | 1      |
| 18     | Libano              | 0   | 0       | 1      | 1      |
| 18     | Oman                | 0   | 0       | 1      | 1      |
|        | Total               | 42  | 43      | 41     | 126    |